# Glandora nitida
Glandora nitida là loài thực vật có hoa trong họ Mồ hôi. Loài này được (Ern) D.C.Thomas mô tả khoa học đầu tiên năm 2008.